# Żmudź
Żmudź (łac. Samogitia, żmudz. Žemaitėjė, lit. Žemaitija, od lit. žemas, 'niski') – jeden z pięciu regionów etnograficznych współczesnej Litwy, a także historyczna nazwa Dolnej Litwy. Dawna jednostka podziału terytorialnego (starostwo równoważne województwu) Rzeczypospolitej Obojga Narodów, jako Księstwo Żmudzkie należące do Wielkiego Księstwa Litewskiego. Od 1918 r. część Republiki Litewskiej.

## Geografia
Pod względem geograficznym tworzy Pojezierze Żmudzkie (zwane także Wysoczyzną Żmudzką) o charakterze morenowym, do 230 m wysokości n.p.m., w zachodniej części Litwy. Ziemie równinne, średnio urodzajne.
Żmudź graniczy z Małą Litwą i Suwalszczyzną na południu, Auksztotą z Laudą na wschodzie oraz Semigalią i Kurlandią na północy.

## Historia

### Średniowiecze
Od XIII wieku najeżdżana od strony północnej przez zakon kawalerów mieczowych, który w 1236 roku został pokonany przez Żmudzinów w bitwie pod Szawlami. Wkrótce na Żmudź rozpoczęły się od południa najazdy zakonu krzyżackiego. Żmudzini odnieśli zwycięstwa nad krzyżakami w 1258 lub 1259 pod Szkudami.

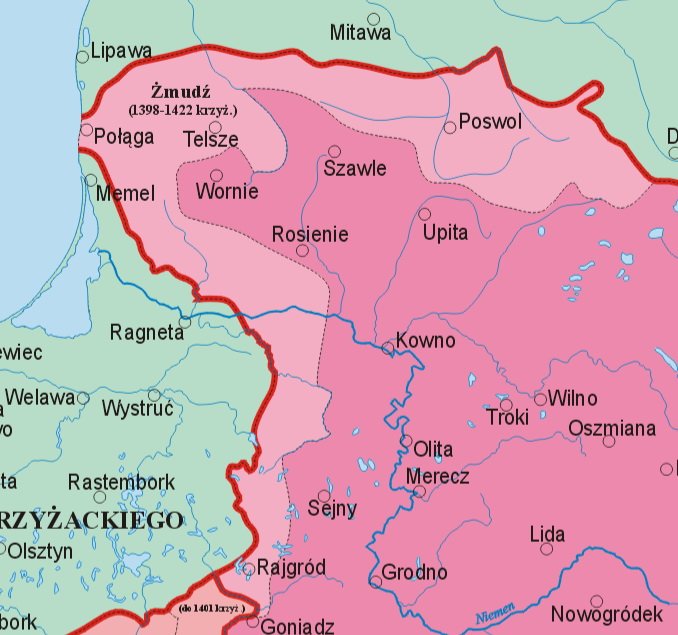
Żmudź na przełomie XIV/XV w.

7 lutego 1322 roku z Królewca wyrusza rejza krzyżacka na Żmudź, w której uczestniczyli Fryderyk von Wildenberg prowadzący stu pięćdziesięciu braci zakonnych z ziemi chełmińskiej, książęta śląscy Bernard świdnicki, Bolko II ziębicki, hrabia Wilhelm I (V) von Jülich) i hrabia Geroldseck oraz panowie: von Lichtenberg i dwóch braci von Phlick z Czech. Wojska krzyżackie wkroczyły na terytorium Wejuki (Vaikiai), Rosienie i Ejragoła, niszcząc w tych okręgach grody i mordując obrońców oraz pustosząc okolicę. Trzeciego dnia wieczorem ekspedycja dotarła do grodu Pisten (Peštvènai) nad Niemnem, który następnego dnia się poddał. W 1329 roku Jan Luksemburski i Krzyżacy z wielkim mistrzem Wernerem von Orseln oraz 18 tys. żołnierzy krzyżackich wyprowadzili atak na Żmudź. Terenem działań wojennych były obszary nad rzeką Jurą i na wschód od niej do rzeki Anczy. Krzyżacy zdobyli pięć grodów (Medwiagoła, Sisditen, Castrum Gedemini, Gieguże, Oukaym). Przeciwko rejzie wystąpił Władysław Łokietek atakując ziemie Zakonu krzyżackiego, co spowodowało wycofanie się krzyżowców i rozpoczęcie wojny przeciwko Polsce.
30 stycznia 1384 roku Witold Kiejstutowicz podpisał traktat w Królewcu, w którym przyrzekł zostać wasalem zakonu i scedować część Żmudzi na rzecz zakonu krzyżackiego, aż do rzeki Niewiaża, wliczając Kowno. Potwierdził to układ nad rzeką Ełk w 1390 roku.
W roku 1398 Witold Kiejstutowicz pokojem na wyspie Salin odstąpił Krzyżakom większość Żmudzi aż po rzekę Niewiaża. Ci następnie ustanowili tam własną jednostkę terytorialną: wójtostwo. Zaczęto wtedy powolną chrystianizację tej ziemi. W styczniu 1400 roku wojska litewskie pod wodzą Witolda pomagały Krzyżakom zajmować Żmudź (w zamian Krzyżacy wzięli udział w bitwie nad Worsklą). Jednocześnie za wiedzą Witolda w 1401 roku wybuchło na Żmudzi powstanie. Pod koniec roku Litwa oficjalnie zaczęła pomagać powstańcom. Krzyżacy odpowiedzieli wspierając Świdrygiełłę, z którym podpisali układ w Malborku w 1402 roku. Wojna litewsko-żmudzka zakończyła się w roku 1404 pokojem w Raciążku, na mocy którego potwierdzono, że Żmudź jest własnością zakonu krzyżackiego. W 1404 roku wójtem Żmudzi został Michał Küchmeister. W roku 1405 i 1406 wojska litewskie ponownie wspierały Krzyżaków przeciwko Żmudzinom. Głównymi zamkami krzyżackimi na Żmudzi były Dubissa, Tylża, Fredeburg, zamek nad Ełkiem.
W maju 1409 z inspiracji Witolda i Jagiełły na Żmudzi wybuchło ponowne powstanie, a Witold przysłał swego namiestnika Rumbolda. Po bitwie pod Grunwaldem Jagiełło i Witold podpisali w 1411 roku z zakonem krzyżackim pokój toruński, w którym Krzyżacy zrzekli się Żmudzi na czas życia Witolda. Po jego śmierci Żmudź miała wrócić do zakonu.
Po pierwszym pokoju toruńskim, w roku 1413, mocą unii horodelskiej pomiędzy Koroną Polską a Litwą ustanowione zostało Księstwo Żmudzkie, które zostało włączone do Wielkiego Księstwa Litewskiego jako starostwo z zachowaniem pewnych odrębnych przywilejów. W tym samym roku Żmudź przyjęła chrzest. Starostwem żmudzkim zarządzali starostowie. W konsekwencji przyjęcia chrztu w 1417 powstała diecezja żmudzka ze stolicą w Miednikach.
W 1418 roku Żmudzini podnieśli bunt przeciwko Witoldowi, opowiadając się za Świdrygiełłą i sprzeciwiając się chrystianizacji, jednak Kieżgajło Wolumintowicz w 1419 roku krwawo go stłumił, ścinając 60 najważniejszych przywódców żmudzińskich.
W 1422 roku podpisano pokój melneński, w którym Zakon krzyżacki po przegranej wojnie golubskiej wieczyście zrezygnował ze Żmudzi. Stan ten potwierdził w 1431 roku pokój w Christmemlu podpisany z inflancką gałęzią, w którym określono ostatecznie granice Żmudzi. W latach 1413–1441 nazywana była starostwem żmudzkim. W 1441 wielki książę litewski Kazimierz IV Jagiellończyk przyjął przywrócony tytuł księcia żmudzkiego.

### Księstwo Żmudzkie I Rzeczypospolitej

Księstwo Żmudzkie w granicach Rzeczypospolitej w 1619
W 1440 roku Żmudź pod przywódcą Dowmonta, zwolennika Michajłuszki (syna Zygmunta Kiejstutowicza), wykazując tendencje separatystyczne, wystąpiła przeciwko Kazimierzowi Jagiellończykowi, który w 1441 roku spacyfikował buntownicze nastroje uznając jej autonomię w zakresie administracji i sądownictwa. Na mocy postanowienia Kazimierza Jagiellończyka Żmudź miała być traktowana na równi z województwami wileńskim i trockim, i przestała być traktowana tylko jako starostwo żmudzkie (jakim była od 1413 r.), przywrócono jej status księstwa (łac. Ducatus Samogitiae), księciem został Kazimierz Jagiellończyk. Władcy Polski zachowali, przywrócony w 1441 roku, tytuł książąt żmudzkich (duces Samogitiae) do roku 1795.
W 1 poł. XVI wieku rolę dominującą na Żmudzi sprawował ród Kieżgajłów, którzy podtrzymywali tendencje odrębności politycznej tej ziemi wobec Litwy.

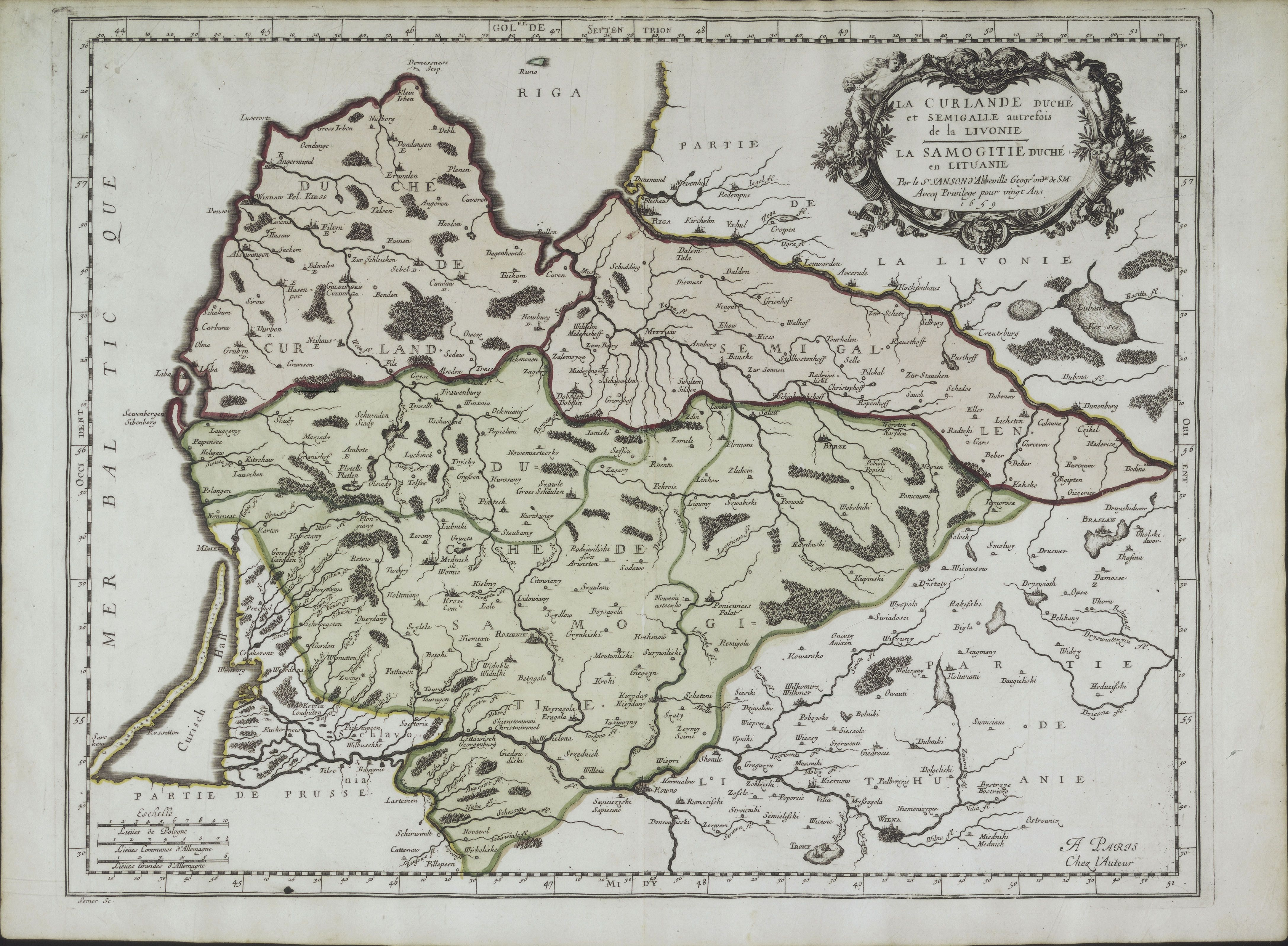
Mapa Żmudzi, Kurlandii i Semigalii z 1659

W 1492 roku Żmudź otrzymała od Kazimierza Jagiellończyka szerokie przywileje na wzór polskich i nadające jej szerokie uprawnienia dotyczące wybierania przez mieszkańców starosty i ciwunów stojących na czele powiatów. W 1529 roku król Zygmunt I Stary nadał Żmudzi Ustawę dla ludu pospolitego ziemi żmudzkiej zakazującą administracji nakładania nadmiernych podatków na mieszkańców.
Zygmunt II August nadał w 1557 r. ustawę ekonomiczną o nazwie Sprawa Włoczna, na podstawie której Piotr Chwalczewski dokonał reformy określonej jako pomiara włóczna.
Żmudź miała prawo delegowania do Senatu Rzeczypospolitej trzech senatorów większych (krzesłowych), którymi byli: biskup żmudzki, starosta żmudzki i kasztelan żmudzki. Starosta żmudzki zajmował miejsce w Senacie między wojewodami łęczyckim a brzeskokujawskim. Mianował go król Polski z kandydatów wybranych przez żmudzką szlachtę. Sejmiki odbywały się w Rosieniach, na których obierano trzech posłów na Sejm i czterech deputatów do Trybunału Litewskiego (po dwóch na kadencję wileńską i ruską). Żmudź była podzielona na dwa okręgi sądowe (repartycye) z siedzibą w Rosieniach i Telszach (później Szawlach), w których mieściły się sąd ziemski i sąd grodzki.
W XV-XVI w. lokowano pierwsze miasta na Żmudzi, m.in. Rosienie, Szkudy, Wierzbołów, Szawle, Kiejdany.

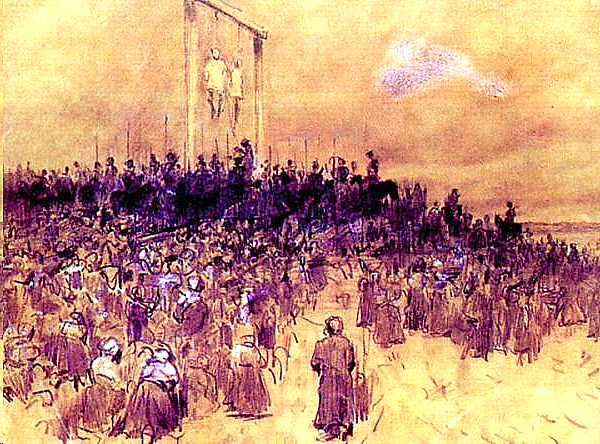
Wieszanie powstańców styczniowych w Szawlach (ołówek na papierze, autor Stanisław Witkiewicz)

### Okres zaborów
Po III rozbiorze Polski w 1795 roku Żmudź została podzielona pomiędzy Rosję a Prusy (fragment południowy). W 1807 pruska część przeszła do Księstwa Warszawskiego, a od 1815 leżała w granicach kongresowego Królestwa Polskiego. Od XIX w. tę część Żmudzi zaczęto utożsamiać z Suwalszczyzną.
W czasie powstania listopadowego miały miejsce liczne wystąpienia Żmudzinów przeciwko okupacji rosyjskiej: 26 marca 1831 powstańcy opanowali Rosienie, 28 marca Telsze, Szawle, 2 kwietnia Janów, 7 kwietnia, rozbrajając rosyjskie garnizony i tworząc własne struktury administracji. W Rosieniach powołano Rząd Tymczasowy, na którego czele stanęli: Juliusz Gruszewski, Józef Rymkiewicz i Ignacy Staniewicz. Ezechiel Staniewicz został naczelnikiem powiatu rosieńskiego.
W 1865 w Telszach urodził się Gabriel Narutowicz, pierwszy prezydent Rzeczypospolitej Polskiej.

### W Republice Litewskiej
W 1915 roku została zajęta przez Cesarstwo Niemieckie, a w 1918 roku władzę w niej obejmuje Pierwsza Republika Litewska. W latach 1940–1941 pod okupacją radziecką, następnie do 1944 roku pod okupacją niemiecką, a następnie do 1990 roku w składzie ZSRR (jako część LSRR). Od 1990 roku Żmudź wchodzi w skład Republiki Litewskiej.

## Siedziby ziemiańskie
- Bejsagoła – pałac rodziny Komarów
- Berżany – pałac Adolfa Czapskiego z ok. 1840 r.
- Czerwony Dwór – zamek Tyszkiewiczów
- Dykteryszki – pałac Szemiothów h. Łabędź
- Zamek Giełgudów – rodu Giełgudów
- Kretynga – pałac Józefa Tyszkiewicza
- Plinksze – pałac Konstantego Broel-Platera
- Płungiany – pałac Ogińskich
- Pogryżów – pałac Hieronima Przeciszewskiego
- Połąga – pałac Tyszkiewiczów
- Retów – pałac Ogińskich
- Syrutyszki – pałac Szymona Komorowskiego z pocz. XX wieku[8]

Wybrane pałace i dwory
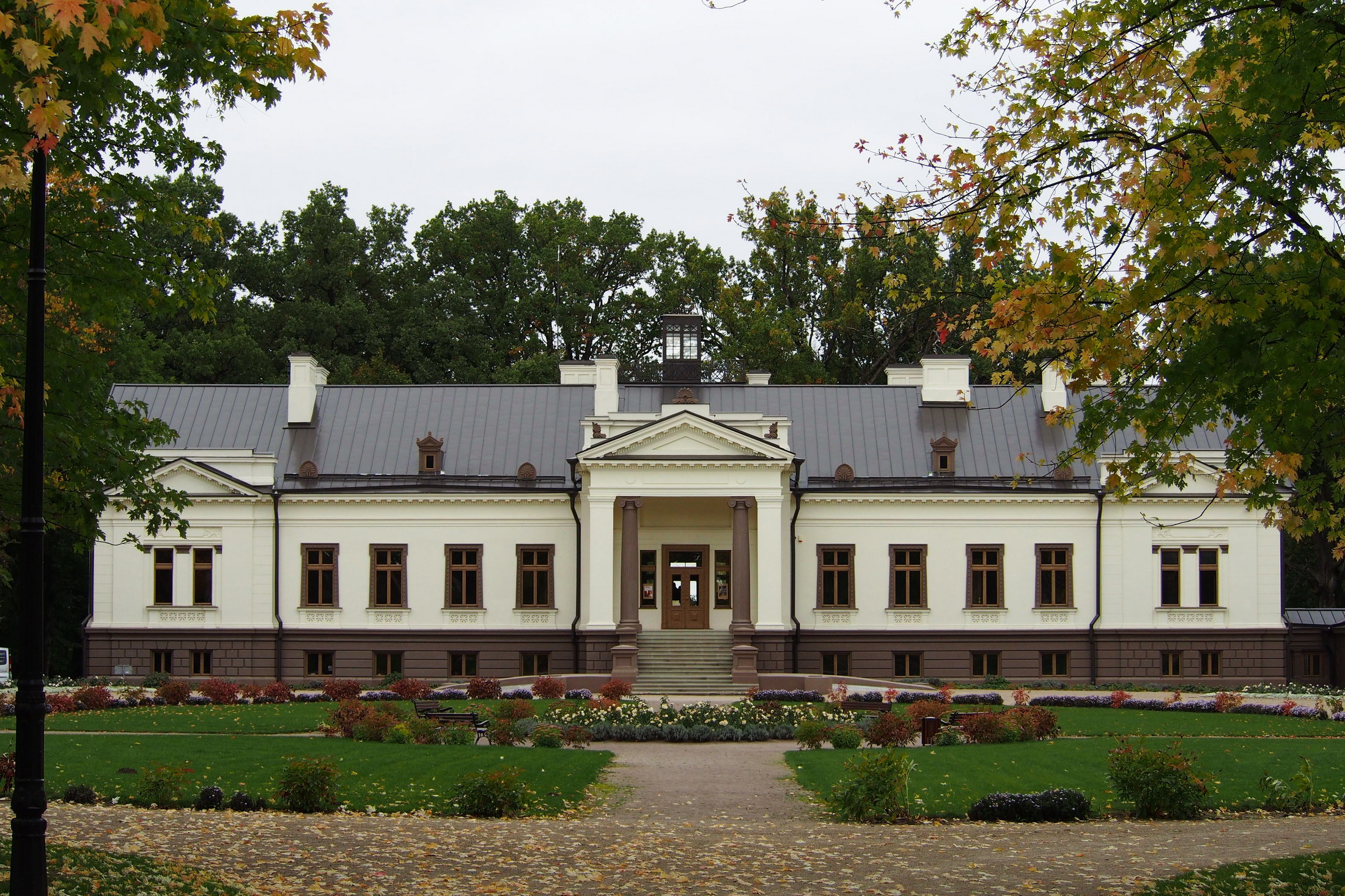
Dwór w Giełgudyszkach
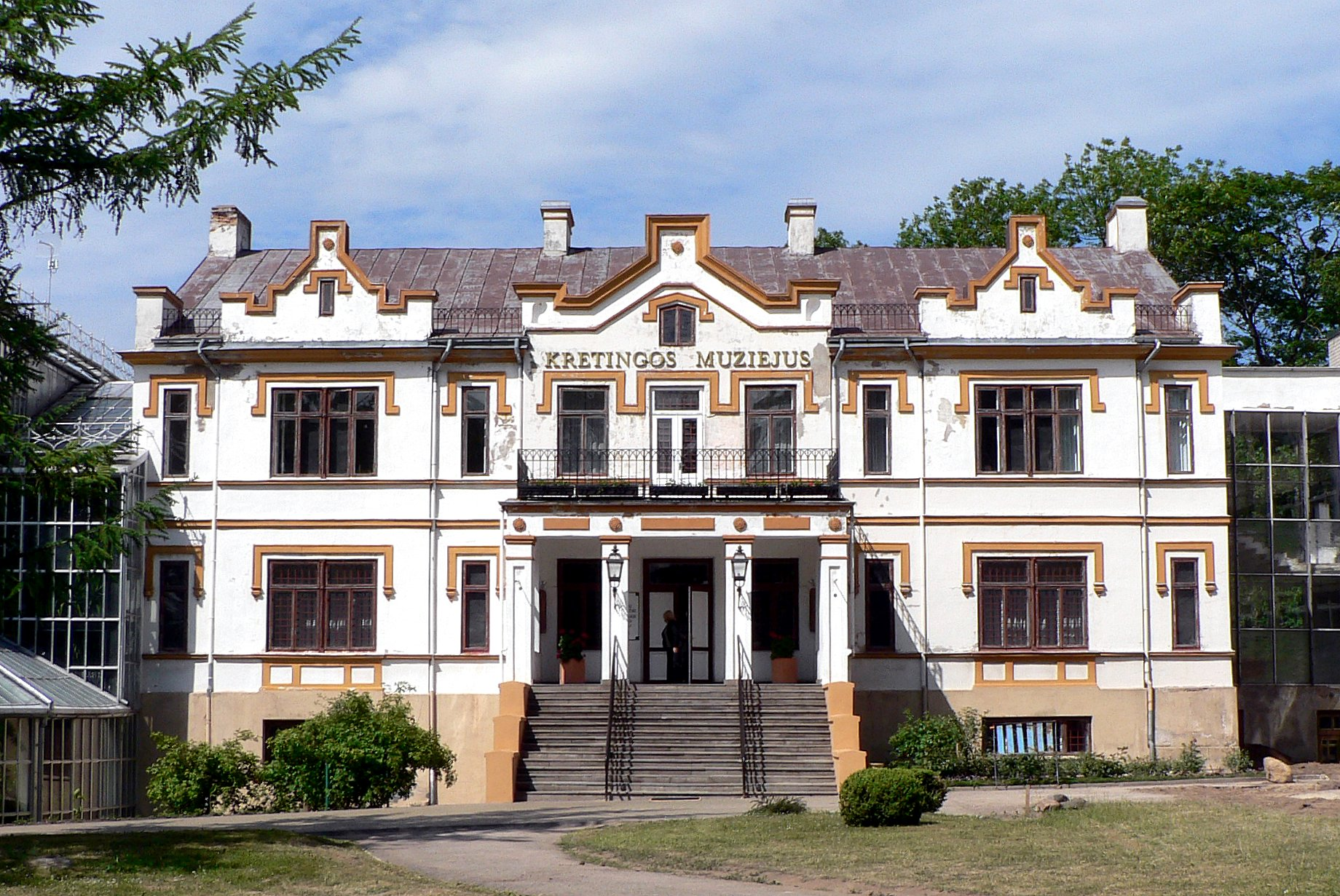
Pałac Tyszkiewiczów w Kretyndze
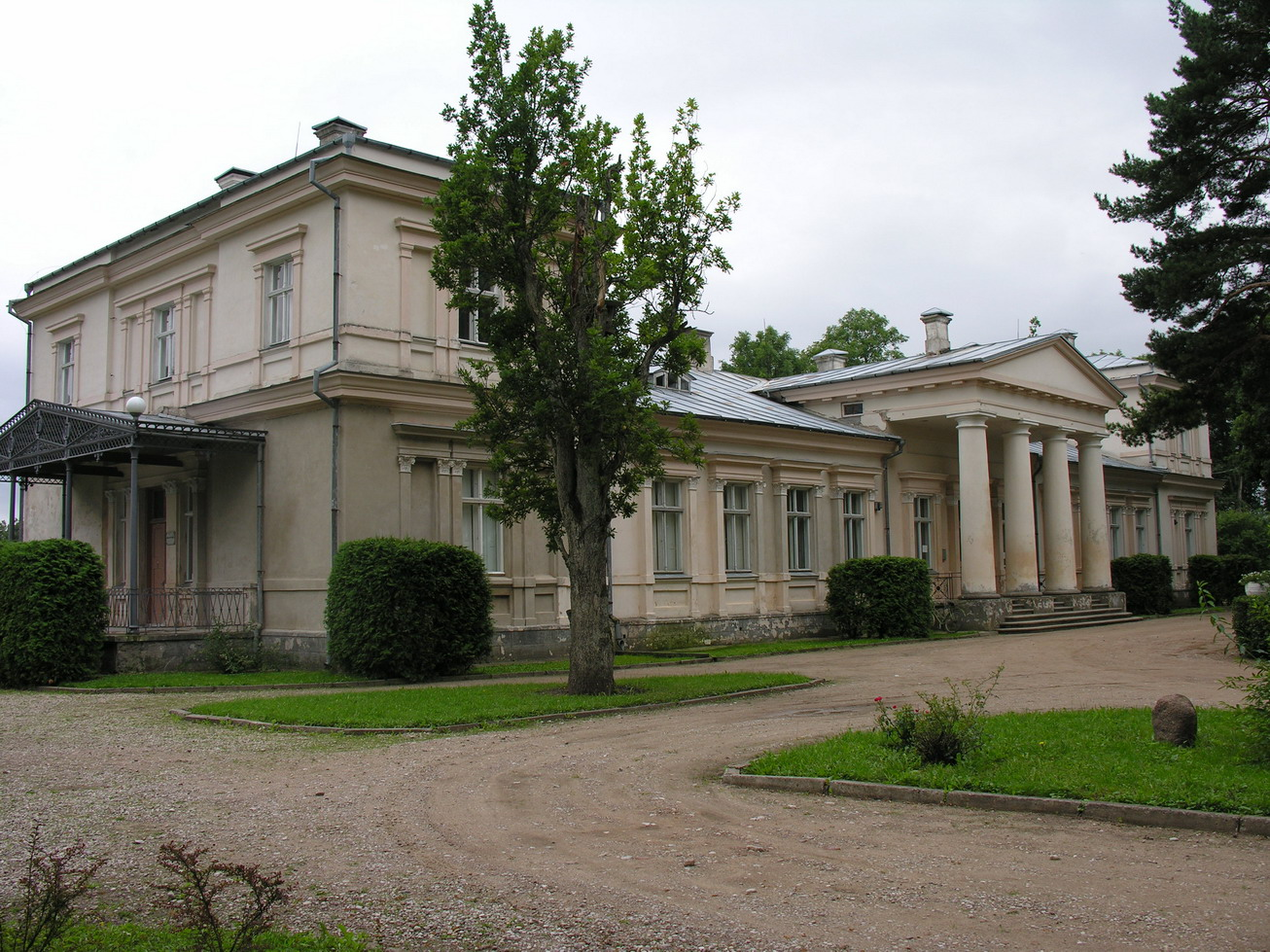
Pałac w Renowie
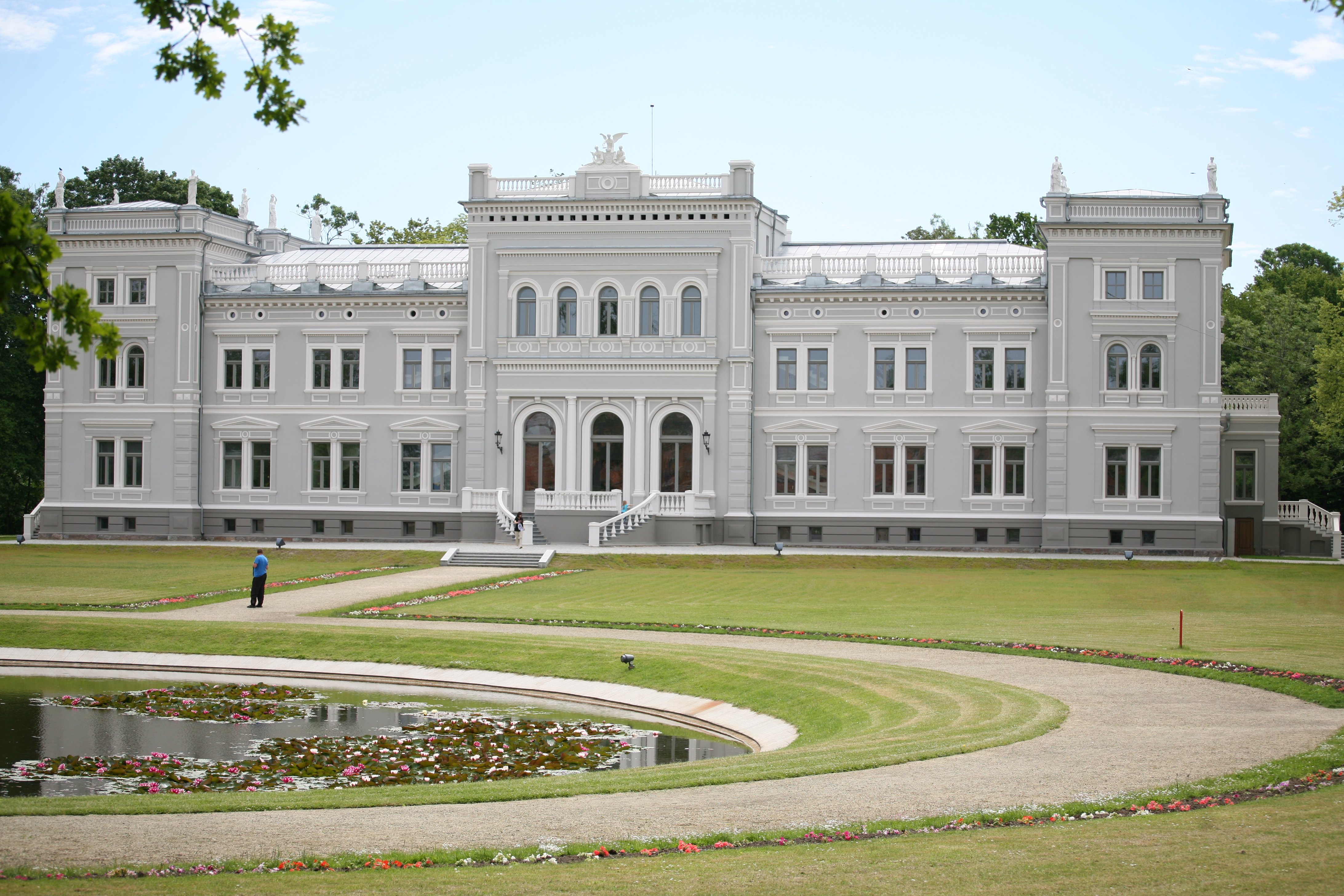
Pałac Ogińskich w Płungianach
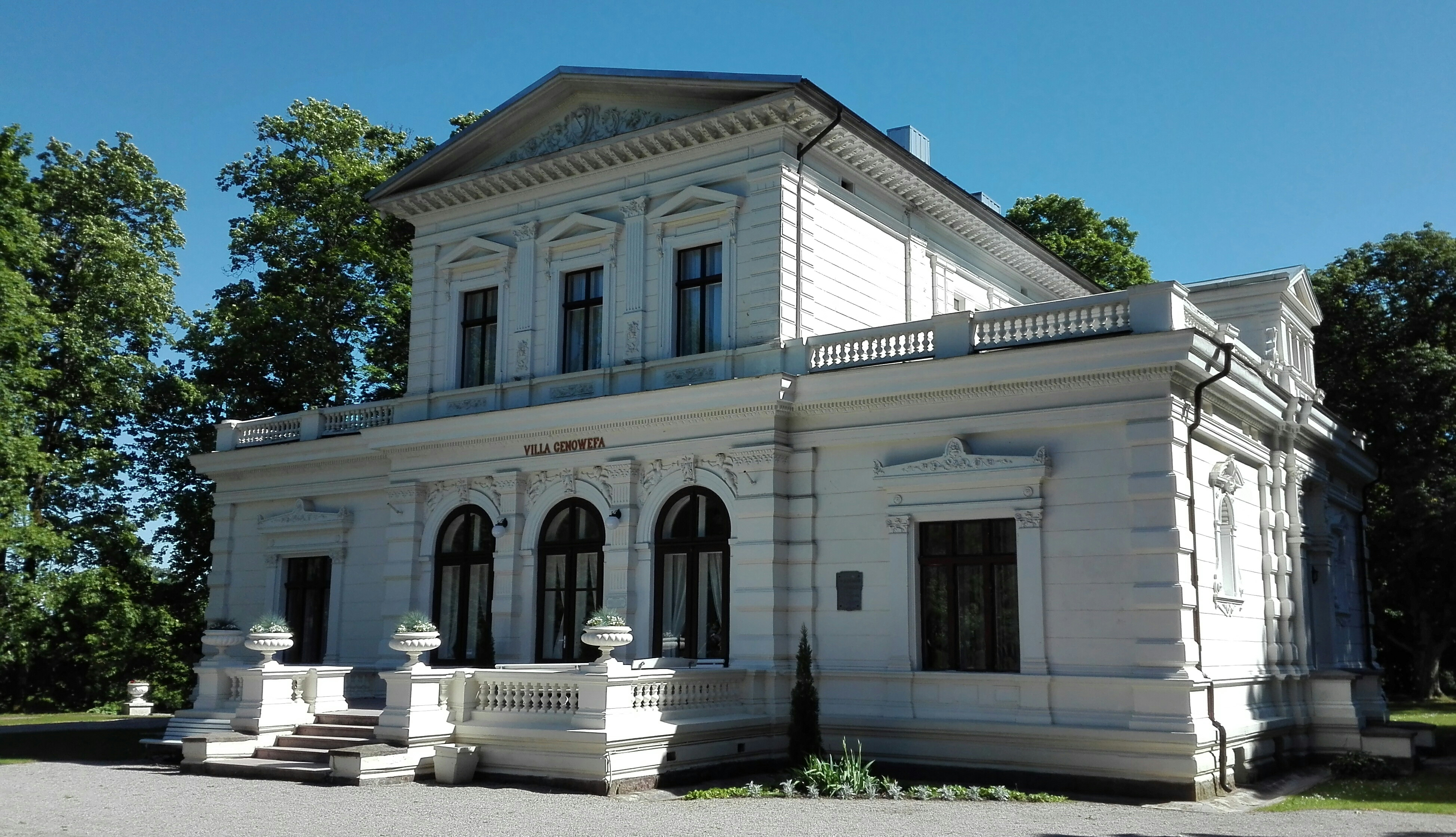
Pałac Platerów w Szwekszniach
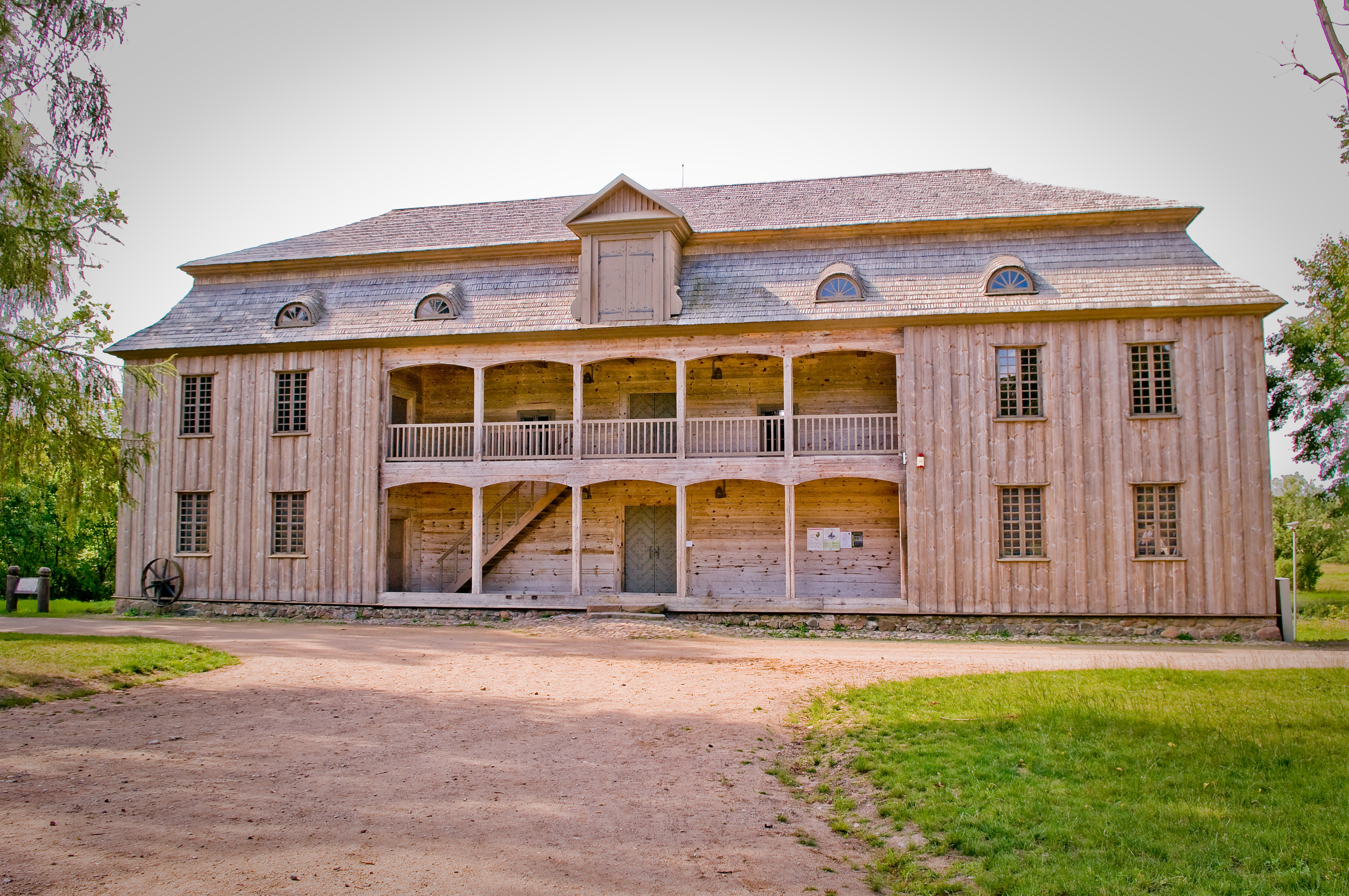
Zabudowania dworskie Platerów w Kurtowianach
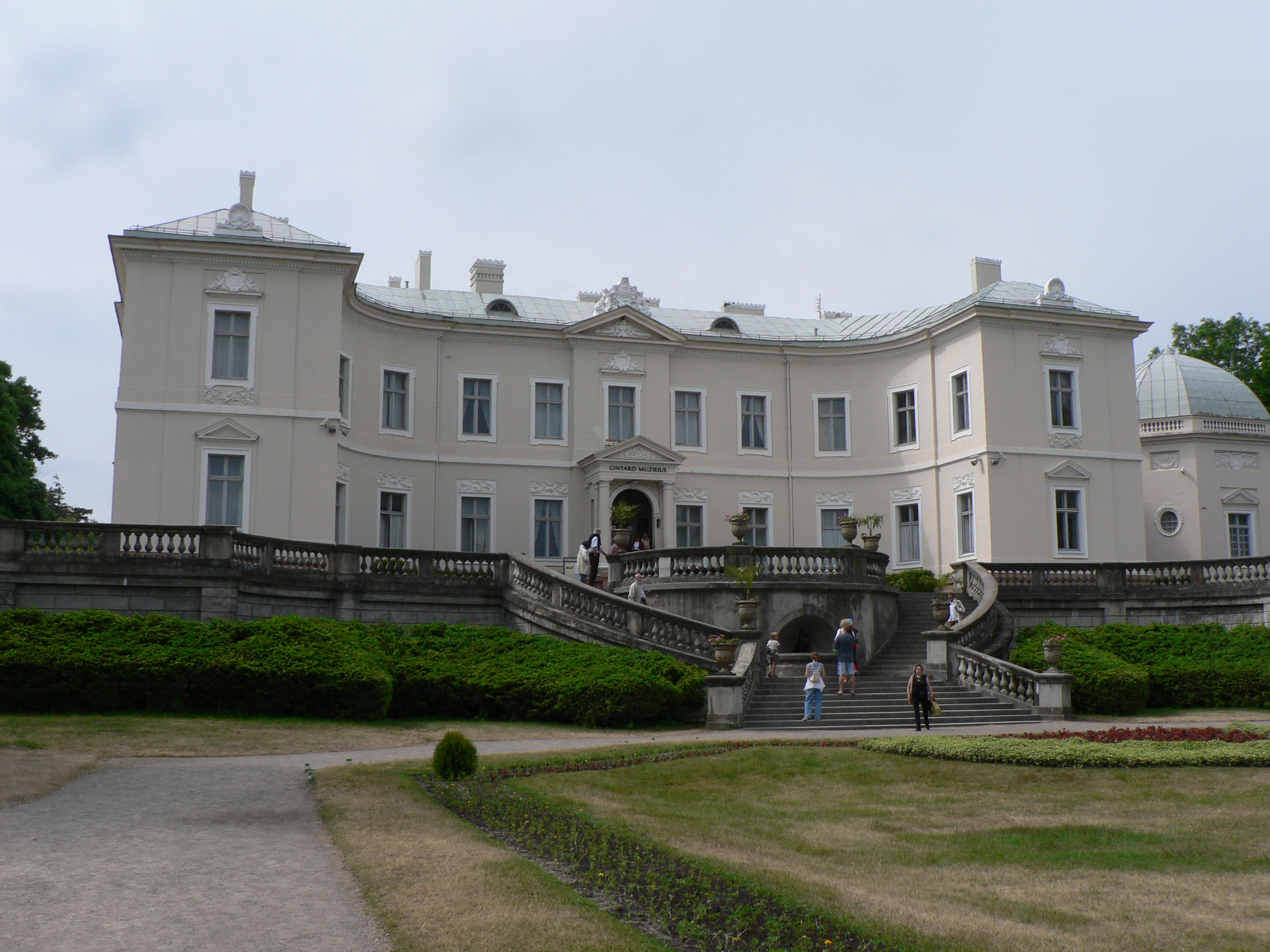
Pałac Tyszkiewiczów w Połądze
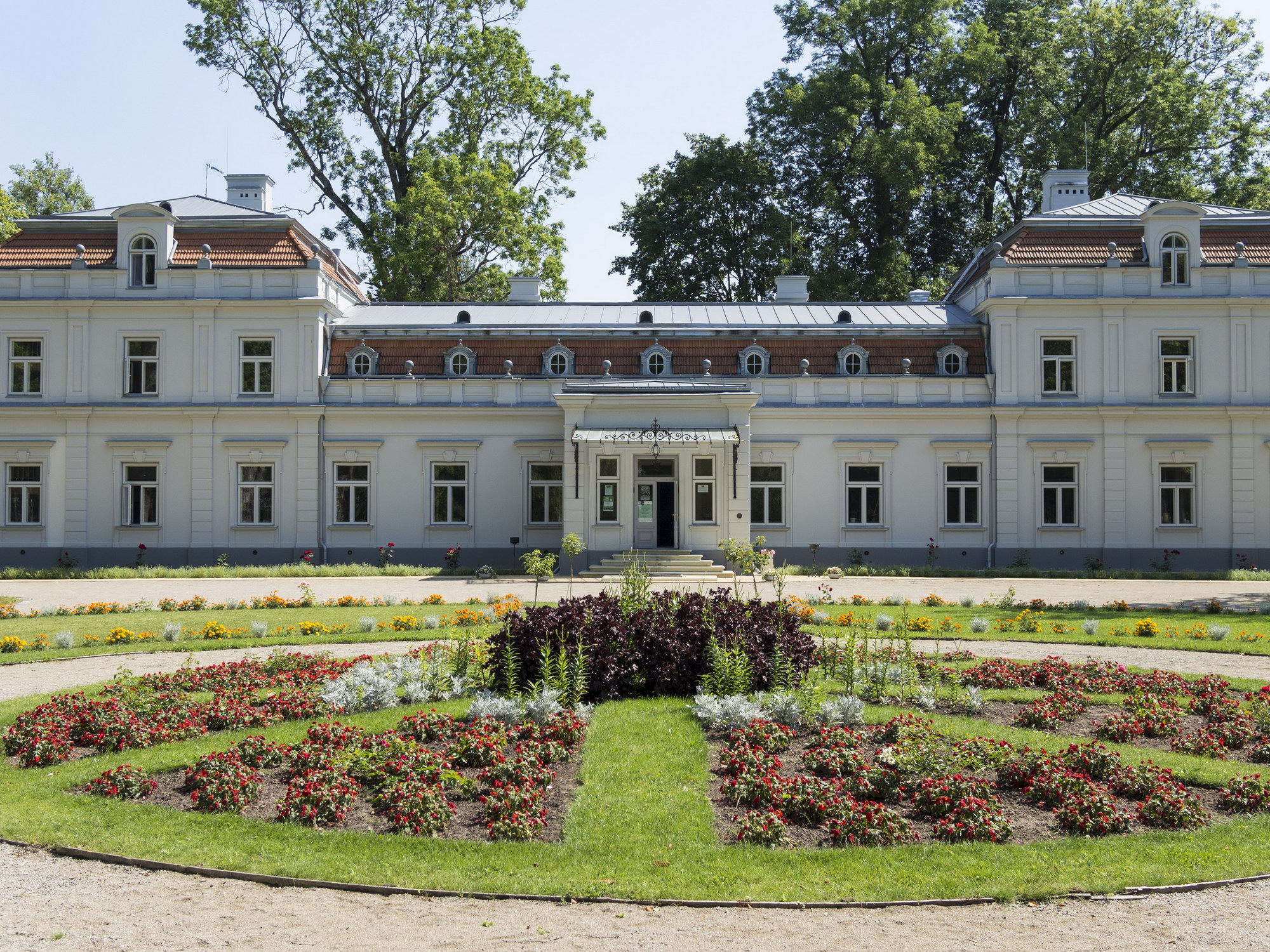
Pałac Tyszkiewiczów w Łukszach
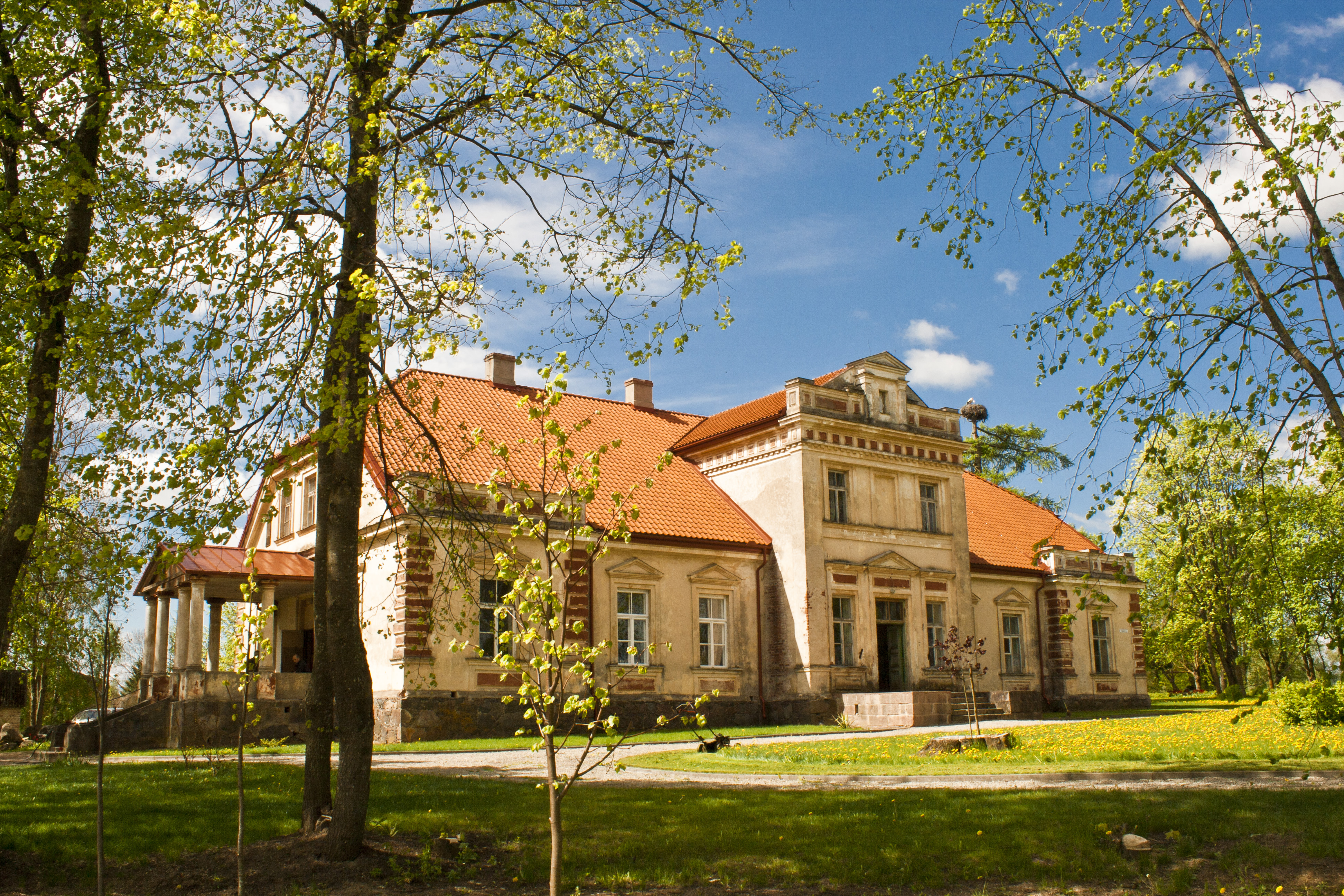
Dwór w Jakiszkach
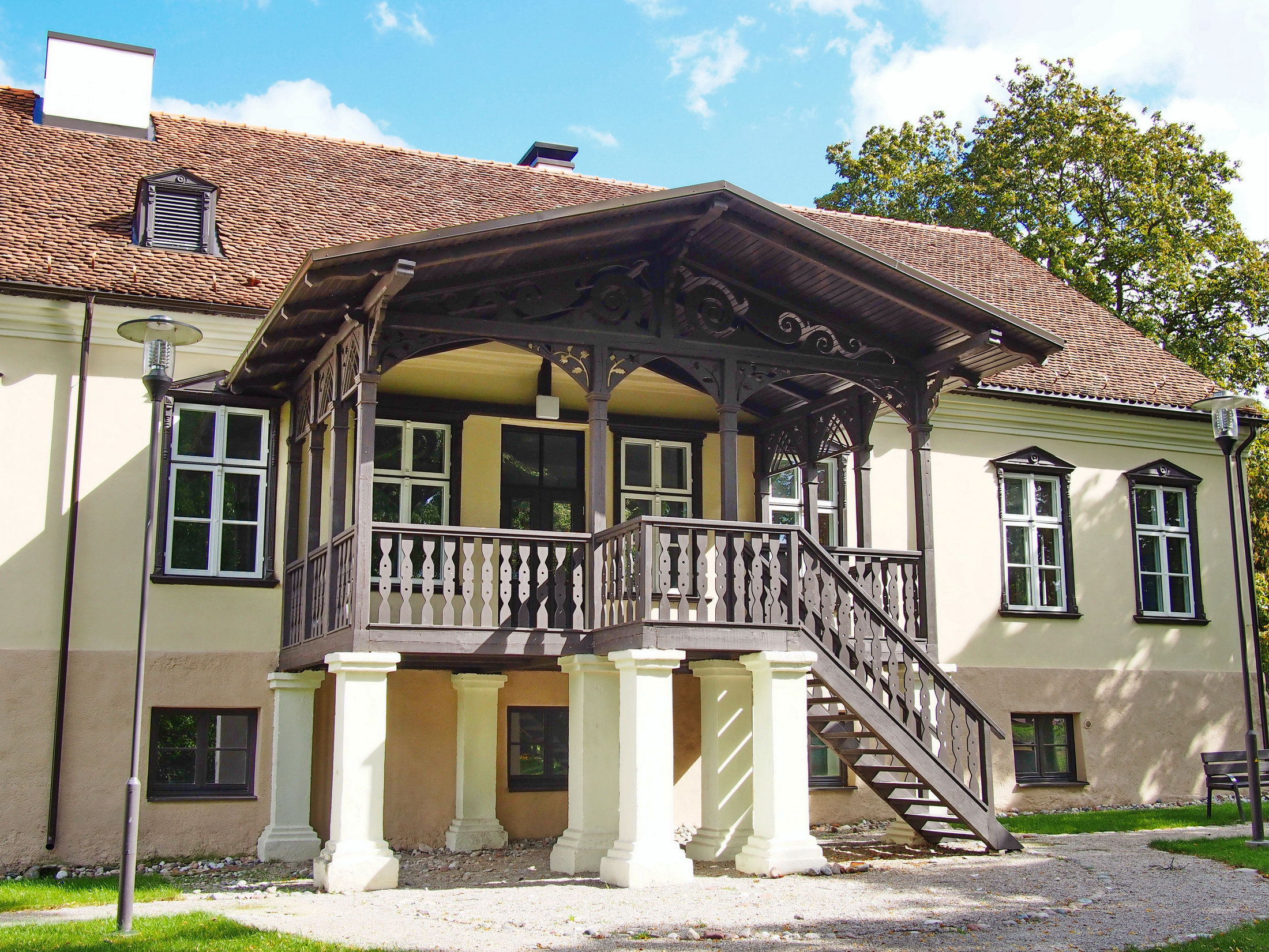
Dwór w Kidulach

## Wielcy książęta
- Kgwinðbunt
- Kiernus
- Montwil (?) – 1070
- Wikinth
- Trabus
- Roman
- Narymont – XIII wiek

## Miasta
| Lp. | Miasto       | Populacja (2014) | Okręg        |
| --- | ------------ | ---------------- | ------------ |
| 1.  | Szawle       | 105 653          | szawelski    |
| 2.  | Możejki      | 36 278           | telszański   |
| 3.  | Kiejdany     | 26 080           | kowieński    |
| 4.  | Telsze       | 24 500           | telszański   |
| 5.  | Taurogi      | 24 043           | tauroski     |
| 6.  | Płungiany    | 19 142           | telszański   |
| 7.  | Kretynga     | 18 124           | kłajpedzki   |
| 8.  | Połąga       | 17 620           | kłajpedzki   |
| 9.  | Gorżdy       | 16 087           | kłajpedzki   |
| 10. | Kurszany     | 13 670           | szawelski    |
| 11. | Jurbork      | 13 307           | tauroski     |
| 12. | Rosienie     | 12 245           | kowieński    |
| 13. | Nowe Okmiany | 11 468           | szawelski    |
| 14. | Janiszki     | 10 881           | szawelski    |
| 15. | Kielmy       | 10 302           | szawelski    |
| 16. | Szkudy       | 7 358            | kłajpedzki   |
| 17. | Szaki        | 6 511            | mariampolski |
| 18. | Kibarty      | 6 209            | mariampolski |
| 19. | Szyłele      | 6 037            | tauroski     |
| 20. | Retów        | 3 843            | telszański   |
| 21. | Ejragoła     | 3 458            | kowieński    |
| 22. | Szadów       | 3 200            | szawelski    |
| 23. | Wenta        | 2 959            | szawelski    |
| 24. | Okmiany      | 2 690            | szawelski    |
| 24. | Cytowiany    | 2 690            | szawelski    |
| 26. | Wilki        | 2 301            | kowieński    |
| 27. | Wieksznie    | 2 198            | telszański   |
| 28. | Żagory       | 2 115            | szawelski    |
| 29. | Skaudwile    | 1 976            | tauroski     |
| 30. | Giełgudyszki | 1 936            | mariampolski |
| 31. | Władysławów  | 1 916            | mariampolski |
| 32. | Sałanty      | 1 825            | kłajpedzki   |
| 33. | Wornie       | 1 258            | telszański   |
| 34. | Wierzbołów   | 1 250            | mariampolski |
| 35. | Siady        | 1 189            | telszański   |
| 36. | Użwenty      | 811              | szawelski    |

## Ludzie związani ze Żmudzią

Polacy urodzeni na Żmudzi
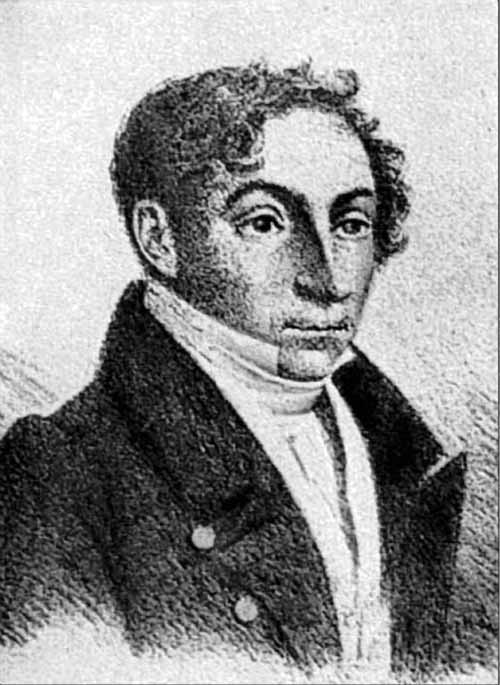
Józef Oleszkiewicz
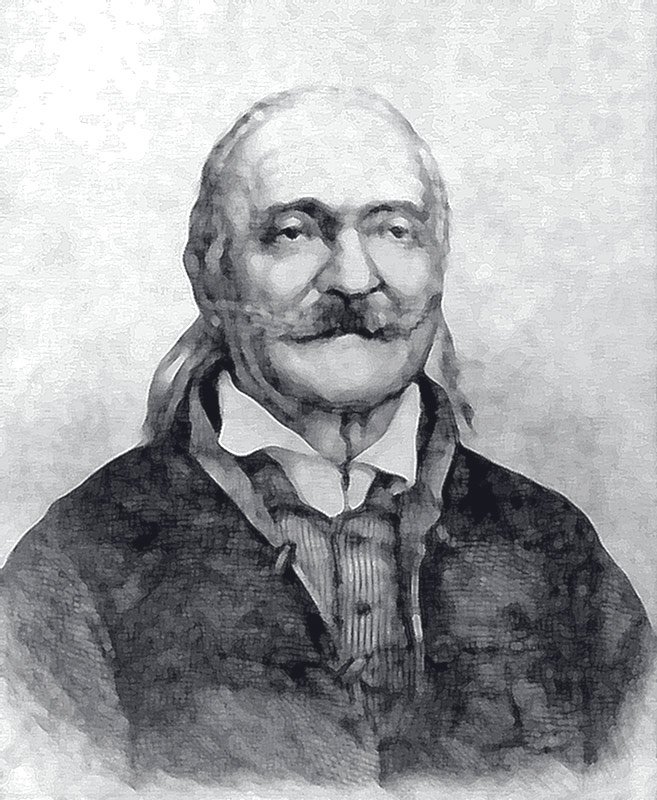
Tadeusz Wolański
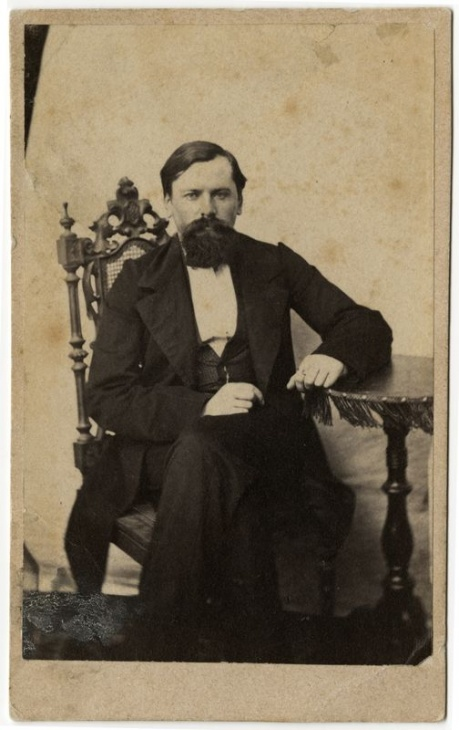
Zygmunt Cytowicz
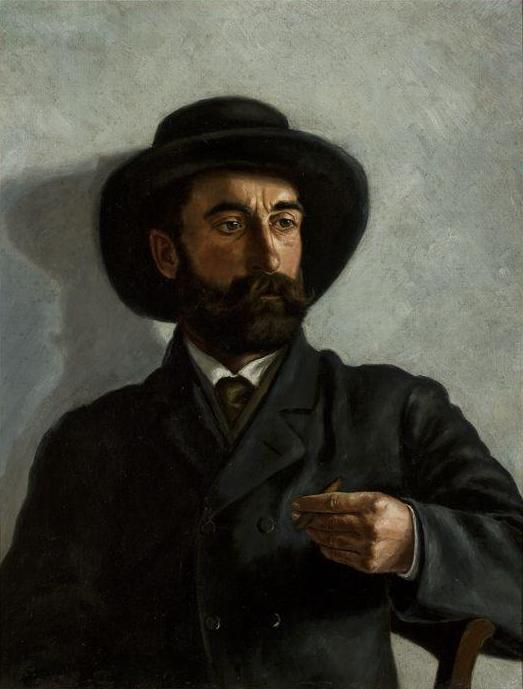
Stanisław Witkiewicz
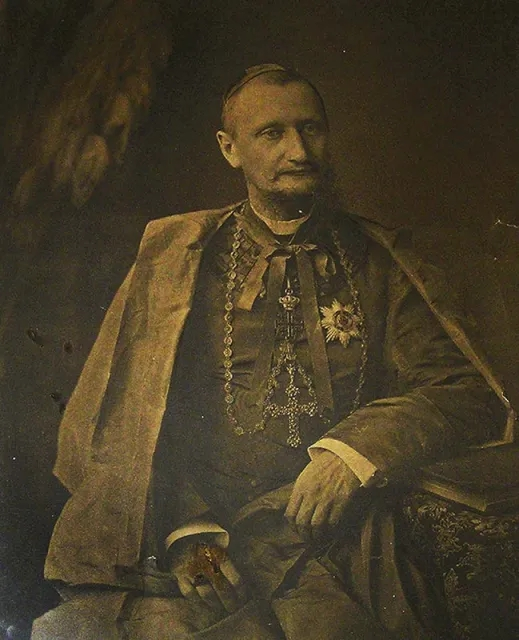
Władysław Michał Zaleski
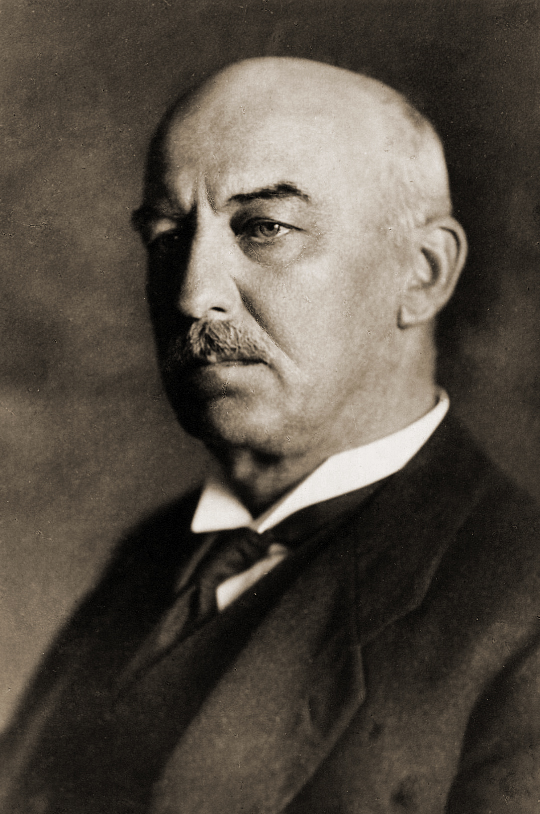
Gabriel Narutowicz
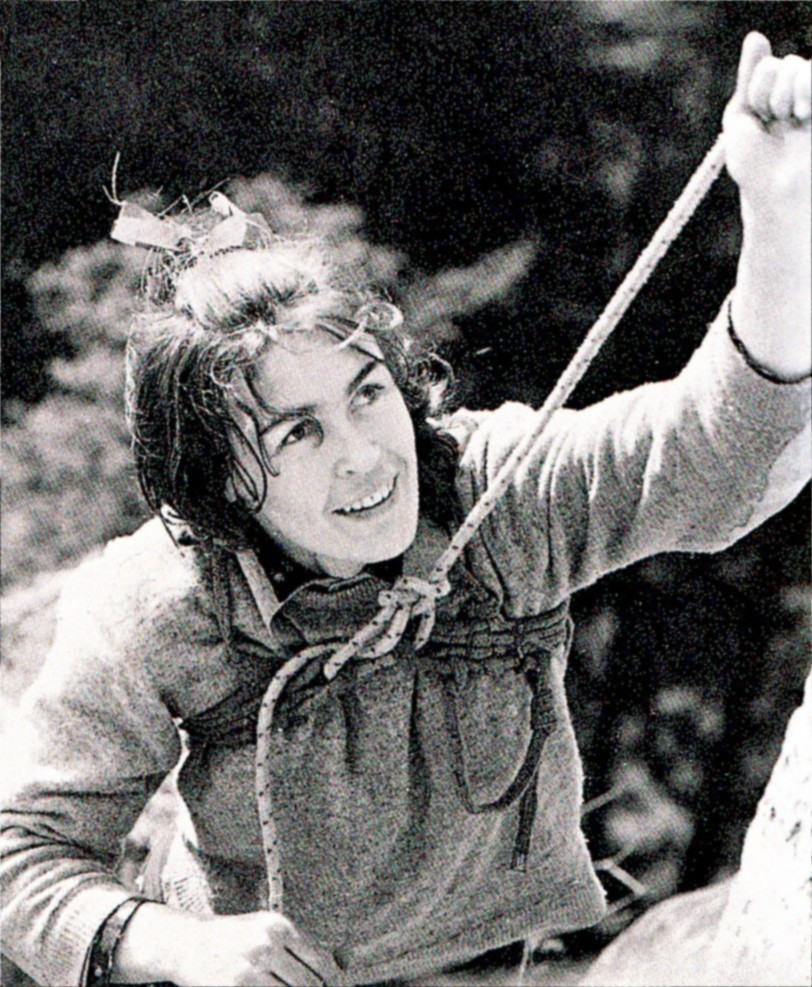
Wanda Rutkiewicz